# Геронтий (Мариолис)
Митрополи́т Геро́нтий (греч. Μητροπολίτης Γερόντιος, в миру Гео́ргиос Марио́лис греч. Γεώργιος Μαριόλης; 1921, Пирей — 13 ноября 1994, Афины) — епископ греческой старостильной юрисдикции ИПЦ Греции (Синод Хризостома); митрополит Пирейский и Саламинский (1972—1994).

## Биография
Родился в 1921 году в Пирее, в Греции.
В 1936 году по стремлению к монашеской жизни в тайне от родителей уехал на Афон и поселился в каливе Иоанна Предтечи скита Святой Анны. После восьми месяцев проживания, был арестован полиций из-за несовершеннолетия и отправлен к родителям в Пирей. Несмотря на уговоры родителей, вновь ушёл на Афон и из-за отсутствия денег на проезд, добирался до Афона пешком в течение месяца, но вновь был пойман полицией и отправлен домой.
После службы в армии, рукоположен в сан диакона митрополитом Кикладским Германом (Варикуполу) с именем Григорий. В 1943 году рукоположен в сан пресвитера с именем Геронтий и служил во многих храмах Греции.
В 1945 году возведён в сан архимандрита митрополитом Кикладским Германом и в 1948 году пострижен в великую схиму. В 1950 году основал монастырь святого Афанасия Афонского в Мегара, в Аттике.
В мае 1962 года архиепископом Афинским Акакием (Паппасом) при участии архиепископа Чилийского Леонтия (Филипповича) был рукоположен в сан епископа Саламинского. В 1972 году избран митрополитом Пирейским и Саламинским.
Скончался 13 ноября 1994 года и погребён в монастыре святого Афанасия Афонского в Мегарах.